# Fucaia
Fucaia es un género extinto de cetáceo misticeto perteneciente a la familia de los Aetiocetidae, que vivió durante el Oligoceno hace entre 28,4 y 23,03 millones de años aproximadamente. Se han encontrado fósiles en la costa de la isla de Vancouver, Canadá y en el estado de Washington.

## Taxonomía
Se conocen tres especies: 
- Fucaia buelli Marx, Tsai & Fordyce, 2015.[4]
- Fucaia goedertorum (Barnes et al. 1995).[5]
- Fucaia humilis Tsai, Goedert y Boessenecker, 2024.[6]

La especie Fucaia bullei procede de estratos del Oligoceno inferior (Rupeliano) de la Formación Makah (Washington, EUA), mientras que F. goedertorum lo hace de los encontrados en la Formación Pysht (Washington, EUA) del Oligoceno superior (Chattiense) Esta segunda especie fue descrita originalmente como  Chonecetus goedertorum, pero el análisis filogenético propuesto por Max, Tsai & Fordyce (2015) mostró que se encuentra más relacionada con la especie Fucaia buelli que con el género Choncetus.
Por su parte la especie Fucaia humillis fue descrita por Tsai, Goedert & Boessenecker, (2024), procedente de la Formación Lincoln Creek (Washington, EUA) y datado del Eoceno tardío (34,5 Ma), cerca de la transición Eoceno/Oligoceno (33,9 Ma), siendo la especie más temprana conocida para este género.

## Taxones hermanos
- Aetiocetus
- Ashorocetus
- Chonecetus
- Morawanocetus
- Willungacetus